# Noriyuki Makihara in concert "LIVE IN DOWNTOWN"
『Noriyuki Makihara in concert "LIVE IN DOWNTOWN"』（ノリユキ・マキハラ・イン・コンサート ライヴ・イン・ダウンタウン）は、槇原敬之10作目となる映像作品。2008年1月16日発売。発売元はJ-more。

## 概要
2006年、デビュー15周年を記念して発売されたアルバム『LIFE IN DOWNTOWN』を引っ提げ、4月2日～6月18日まで全国20カ所34公演で開催されたツアー「CONCERT TOUR 2006 “LIVE IN DOWNTOWN”」の模様を収録。
収録日は6月12日の東京追加公演。2枚組仕様になっており、"下町"をテーマにした1部をディスク1、幻想的な"月"をモチーフにした2部からアンコールまでをディスク2に収録。
コンサート本編のほかに特典映像として、舞台監督の小倉博和とのコンサートに関する対談やアルバム「LIFE IN DOWNTOWN」のジャケットのデザインを手がけた山口晃との対談が収録されている。
本作発売後、ディスクの5.1chサラウンドに不具合があり、取り替えが行われた。

## 補足事項
当初、以前在籍していたEMIミュージック・ジャパンより3800円のロープライスで、シングルで発売予定の楽曲「五つの文字」と共に発売予定だったが、J-moreに移籍になりどちらも発売中止となった。その2年後、2008年にJ-moreより発売されることになったのが本作。

## 収録内容

### Disc.1
本編
1. 尼崎の夜空を見上げて
2. いつでも帰っておいで
3. Gazer
4. 遠く遠く '06ヴァージョン
5. ファイト!
6. 野に咲く花のように
7. ごはんができたよ
8. チキンライス

特典映像
1. 槇原敬之×小倉博和 スペシャル対談
2. 槇原敬之×山口晃 アトリエ潜入レポート

### Disc.2
本編
1. 月の石
2. 親指を隠さずに
3. ほんの少しだけ feat. KURO from HOME MADE家族
4. 店じまい
5. Naked
6. ゥンチャカ
7. スポンジ
8. ココロノコンパス
9. 星の光

アンコール
1. 明けない夜が来ることはない
2. 五つの文字
3. 世界に一つだけの花